# Ikniouen
Ikniouen (franska: Ikniouen (CR), Ikniouen (Commune Rurale), arabiska: اغيل نومكون) är en kommun i Marocko.   Den ligger i provinsen Tinghir och regionen Drâa-Tafilalet, 300 km söder om huvudstaden Rabat. Antalet invånare är 15 738.